# 고산자 김정호 (드라마)
《고산자 김정호》는 1983년 11월 28일부터 1983년 11월 29일까지 MBC에서 방영된 창사 22주년 특집 드라마로, 한국인 재발견 시리즈 중 네 번째 드라마다.
이 드라마는 조선조말 대동여지도를 제작한 김정호의 파란만장한 일대기를 그렸으며, ASTAIPU 등에 참가하는 외국인에게 우리나라의 국토 경관을 소개하는 계기가 되도록 한다는 것이 기획 의도다.

## 등장 인물
- 이대근 : 김정호 역
- 임채무
- 이혜숙
- 고두심
- 나문희
- 홍성민
- 변희봉
- 박상조
- 박광남
- 김해숙
- 전인택
- 이동신
- 남영진
- 정성모